# Aukra
Aukra és un municipi situat al comtat de Møre og Romsdal, Noruega. El 2016 tenia 3.518 habitants i té una superfície de 59.91 km². El centre administratiu del municipi és el poble de Falkhytta.
El municipi es troba principalment a l'illa de Gossa, però també inclou altres illes menors i una petita àrea de la península de Romsdal. Els principals nuclis de població del municipi són Hollingen, Aukrasanden, Varhaugvika, i Røssøyvågen.

## Informació general
El municipi d'Akerø es va establir l'1 de gener de 1838. El 1840, la major part d'Akerø que es trobava a la península de Romsdal es va separar per formar el municipi de Frænen. L'1 de gener de 1867, les illes de l'oest de Gossa (població: 601) es van separar per esdevenir el nou municipi de Sandøy. L'1 de gener de 1924, la part sud del municipi (Otrøya i diverses altres illes) es van separar per formar el nou municipi de Sør-Aukra, i la resta del municipi va canviar de nom a Nord-Aukra. L'1 de gener de 1964, la zona Mordal de Nord-Aukra (població: 77) es va traslladar al municipi de Molde. L'1 de gener de 1965, es va eliminar el -nord del nom del municipi, i va passar a dir-se nom-es Aukra.

### Nom
El municipi (originalment la parròquia) és el nom de l'antiga granja d'Aukra (en nòrdic antic: Aukrin), ja que la primera església va ser construïda allà. El primer element és akr que significa "camp" o "acre" i l'últim element vin significa "prat" o "pastura". Abans del 1918, el nom va ser escrit Akerø.

### Escut d'armes
L'escut d'armes és modern. Se'ls va concedir el 22 de maig de 1987. L'escut mostra dos braçalets de l'edat de bronze sobre un fons blau. Les polseres es basen en una troballa arqueològica a la zona. Així, els anells simbolitzen la llarga tradició de l'habitatge a la zona.

### Esglésies
L'Església de Noruega té una parròquia (sokn) dins el municipi d'Aukra. És part del denegat de Molde a la diòcesi de Møre.
| Parròquia (Sokn) | Nom de l'església | Localització | Any de construcció |
| ---------------- | ----------------- | ------------ | ------------------ |
| Aukra            | Església d'Aukra  | Aukrasanden  | 1835               |

## Història
Aukra és conegut com a lloc d'una operació de naufragi i rescat, la del vaixell de càrrega Rokta que es va enfonsar al 4 d'abril de 1938. El monument de Rokta està situat a l'illa de Rindarøy, el lloc on es va enfonsar.